# Radaraufklärungspanzer 91-2
Der Radaraufklärungspanzer 91-2 (auch SPz kurz Radaraufklärung oder Typ 91-2) war das erste Panzeraufklärungsradar der Bundeswehr, das in den 1960er-Jahren in den Beobachtungsbatterien der PzArtBtl eingeführt wurde.

## Entstehungsgeschichte
Die Entwicklung des Radaraufklärungspanzers 91-2 erfolgte von 1957 bis 1959 auf Basis des SPz kurz. Die Herstellung stellte eine Umbaumaßnahme aus einem Sanitätspanzer SPz 2-2 dar, welche von 1959 bis 1967 durchgeführt wurde. Insgesamt wurden 70 Radarpanzer gebaut, die bis 1987 im deutschen Heer eingesetzt wurden und schließlich in den 1980er-Jahren vom Panzeraufklärungsradar „RASIT“ abgelöst wurde.

## Technik
Der Radaraufklärungspanzer basiert auf dem Schützenpanzer kurz, der zur Erstausstattung der Bundeswehr zählte und über die gleiche Antriebstechnik verfügte. Dabei handelte es sich um einen Sechszylinder-V-Ottomotor von Rolls-Royce, der mit einem Hubraum von 4678 cm³ eine Leistung von 121 kW (164 PS) erbringen konnte. Dies war aber nicht ausreichend, um die Radaranlage und die verstärkte Funkgeräteausstattung zu versorgen. Aus diesem Grund wurde an der linken Hecktürhälfte ein externes Stromerzeugungsaggregat in einer quaderförmigen Kiste verbaut.

## Radar
Der Typ 91-2 verwendete das mittelreichweitige Gefechtsfeldüberwachungsradar AN/TPS-33(a) vom US-amerikanischen Hersteller Admiral Corporation.
Eingebaut im Fahrzeugheck, kann die Radarantenne mittels eines Stahlbalkens manuell etwa 1,10 Meter über die Fahrzeugoberkante ausgefahren werden und ermöglicht so das Aufklären von Personen bzw. Personengruppen auf Entfernungen von bis zu 5000 Metern und von Ketten- sowie Radfahrzeuge auf Entfernungen bis zu 18.000 Metern. Das Radargerät arbeitet mit einer Frequenz von 9375 MHz und hat bei einer HF-Leistung von 4 kW die bereits genannte maximale Erfassungsreichweite von fast 18 km. Vor der Einführung der „RASIT“-Anlage diente das Gefechtsfeldradar AN/TPS-33a als Zwischenlösung auf Basis des TPz Fuchs.